# Thabo Mbeki
Thabo Mvuyelwa Mbeki (Mbewuleni, 18 giugno 1942) è un politico sudafricano.

## Biografia

### Gioventù
Mbeki nacque a Mbewuleni nell'odierna provincia di Eastern Cape, in Sudafrica. Era figlio di Govan Mbeki (1910 - 2001), xhosa dell'African National Congress (ANC) e del Partito Comunista Sudafricano. In casa erano esposti un ritratto di Karl Marx e uno del Mahatma Gandhi. Mbeki seguì le orme del padre, entrando nell'ANC a 14 anni e dedicando la sua vita alla politica. Lasciato l'Eastern Cape, si trasferì a Johannesburg, iniziando a lavorare con l'attivista anti-apartheid Walter Sisulu.

### Esilio e rientro
Dopo l'arresto di Sisulu, di Nelson Mandela e di suo padre Govan, Mbeki abbandonò il Sudafrica per continuare la propria istruzione all'estero. Passò 28 anni in esilio, tornando in patria solo dopo la scarcerazione di Mandela. Passò la maggior parte di questi anni nel Regno Unito, ottenendo il master in Economia nell'Università del Sussex e poi lavorando negli uffici inglesi dell'ANC. Ricevette anche l'addestramento militare nell'Unione Sovietica e visse in diversi Paesi africani: Zambia, Botswana, Swaziland e Nigeria.
Nel 1982, mentre Mbeki era in esilio, suo fratello Jama Mbeki fu assassinato da agenti del governo del Lesotho mentre cercava di fuggire dal Sudafrica.
Durante l'esilio il ruolo di Mbeki all'interno dell'ANC crebbe gradualmente di importanza. Nel 1984 divenne capo del dipartimento dell'informazione del partito, e nel 1989 del dipartimento internazionale. In questo periodo Mbeki ebbe come mentore Oliver Tambo. Nel 1989 Mbeki partecipò alle negoziazioni con il governo sudafricano che portarono alla legittimizzazione dell'ANC e al rilascio di numerosi prigionieri politici.
Nel 1993 Mbeki divenne segretario dell'ANC, passando alla carica di presidente del partito nel 1997. Fu eletto presidente della repubblica nel giugno del 1999, e il suo ruolo fu riconfermato nelle elezioni dell'aprile 2004.

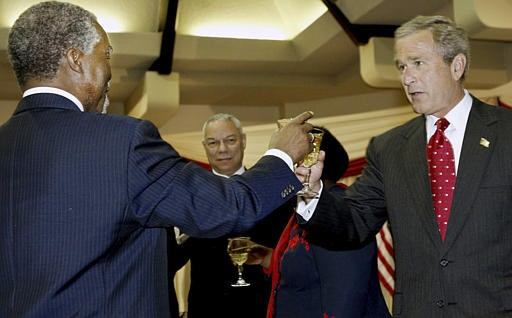
Mbeki brinda con Bush

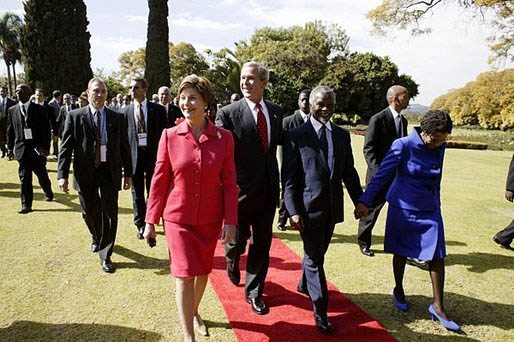
Thabo Mbeki in visita alla Casa Bianca

Il 18 dicembre 2007 al congresso dell'ANC viene sconfitto da Jacob Zuma che, guidando il partito alle successive elezioni del 2009, diverrà presidente del Sud Africa.
Mbeki ha rassegnato le sue dimissioni dalla presidenza il 22 settembre 2008 dopo esser stato accusato di interferire nelle indagini contro il suo ex vicepresidente, Jacob Zuma. Le dimissioni sono state accolte dal Parlamento il 24 settembre 2008.

## Ruolo nella politica africana
Mbeki è stata una figura influente della scena politica africana anche al di fuori del Sudafrica. Fu un promotore del NEPAD e dell'Unione Africana e svolse un ruolo rilevante nei trattati di pace in Ruanda, Burundi e nella Repubblica Democratica del Congo. La sua visione politica mira al cosiddetto Rinascimento africano; secondo Mbeki, è prioritario per l'Africa smettere di dipendere dagli aiuti stranieri e cercare una soluzione interna ai propri problemi economici, politici e sociali.

## Controversia sull'AIDS
Diventato presidente del Sudafrica nel 1999, Mbeki ha assunto posizioni fortemente critiche nei confronti della teoria virale sull'AIDS.
Successivamente, Mbeki è stato criticato per aver difeso il gruppo dissidente dell'AIDS fondato da Peter Duesberg, noto biologo molecolare sostenitore di ipotesi alternative sull'AIDS, famoso per le sue negazioni del legame tra il virus HIV e l'AIDS. Infatti, nel 2000, ha inserito Duesberg e altri membri del gruppo dissidente tra i componenti di una commissione tecnica sull'AIDS. In tale occasione le organizzazioni sanitarie internazionali hanno duramente stigmatizzato Mbeki.
A seguito di tali attacchi ha minimizzato la frequenza dei suoi interventi sul tema. Nonostante ciò è stato successivamente criticato per le posizioni assunte dal ministro della salute Manto Thsabalala-Msimang, che invitava ad abbandonare le terapie antiretrovirali in favore di rimedi tradizionali di efficacia non comprovata. Ha poi istituito una commissione su tali terapie guidata da Herbert Vilakazi, un sociologo fautore dei metodi tradizionali africani e detrattore della medicina scientifica.
Nonostante Mbeki abbia dichiarato, nel 2002, di ritenere che il virus HIV sia causa dell'AIDS, ha sempre sostenuto che i farmaci antiretrovirali della medicina occidentale siano un raggiro ai danni degli africani operato dai paesi più sviluppati. La politica sanitaria del Sudafrica, che sarebbe dotato di un'economia sufficiente a permettersi il fabbisogno di antiretrovirali, si è rivelata estremamente inefficace a causa dello scarso uso delle terapie mediche.
Altro clamore è stato suscitato dalla rimozione dal suo incarico di Nozizwe Madlala-Routledge, che fu nominata ministro della salute in seguito alla malattia di Thsabalala-Msimang, già precedentemente sostituita da Jeff Radebe. Madlala-Routledge si era dimostrata decisamente critica nei confronti di Thsabalala-Msimang e delle sue politiche sanitarie sull'AIDS, esprimendosi in favore della scienza medica. Le ragioni della rimozione dall'incarico non vennero dichiarate da Mbeki. Madlala-Routledge affermò che la sua rimozione sarebbe avvenuta a seguito di un viaggio in Spagna per una conferenza sull'AIDS, che non aveva ancora ricevuto l'autorizzazione di Mbeki; autorizzazione che fu negata, ma solo mentre il ministro era già in viaggio. Nonostante non avesse partecipato alla conferenza e fosse tornata con il primo aereo disponibile, Mbeki chiese le dimissioni, che non vennero rassegnate dal ministro, e procedette di conseguenza alla sua rimozione dall'incarico. Madlala-Routledge si difese affermando che viaggi senza esplicita autorizzazione presidenziale non erano rari e si erano verificati in precedenza senza conseguenze per i ministri coinvolti.